# Жувізі-сюр-Орж (кантон)
Жувізі́-сюр-Орж (фр. Juvisy-sur-Orge) — кантон у Франції, в департаменті Ессонн регіону Іль-де-Франс.

## Склад кантону
Кантон включає в себе 2 муніципалітети:
| Муніципалітет    | Площа | Населення, осіб | Рік  |
| ---------------- | ----- | --------------- | ---- |
| Жувізі-сюр-Орж   | 2,24  | 14153           | 2007 |
| Савіньї-сюр-Орж* | 1,80  | 9095            | 2007 |

* — лише північна частина міста Савіньї-сюр-Орж

## Консули кантону
| Період    | Консул           | Посада                                  |
| --------- | ---------------- | --------------------------------------- |
| 1985—1998 | Claude Petit     |                                         |
| 1998—2011 | Étienne Chaufour | Член ради муніципалітету Жувізі-сюр-Орж |

| Франція | Це незавершена стаття з географії Франції. Ви можете допомогти проєкту, виправивши або дописавши її. |